# John Liley
Pas d'image ? Cliquez ici

a Compétitions nationales et continentales officielles uniquement.

Dernière mise à jour le 5 décembre 2018.
John Liley, né le 21 août 1967, est un ancien joueur de rugby à XV, qui a joué avec le club des Leicester Tigers au poste d'arrière, disputant la finale de la Coupe d'Europe de rugby à XV 1996-1997.

## Carrière
Il joue avec les Leicester Tigers entre 1988 et 1997. Avec ce club, il dispute la coupe d'Europe (6 matchs en 1996-1997) et le championnat d'Angleterre. Il inscrit 26 points (un essai, trois transformations, cinq pénalités) dans la saison remarquable du club anglais lors de sa première campagne européenne. Il finit meilleur buteur du Championnat d'Angleterre 1995-1996, performance déjà réalisée à deux reprises en 1989-1990, et 1991-1992.

## Palmarès

### En club
- Finaliste de la Coupe d'Europe : 1997
- Champion d'Angleterre (1) : 1995
- Vainqueur de la Coupe d'Angleterre : 1993, 1997